# Atletismo nos Jogos Pan-Americanos de 2007 - Lançamento de dardo feminino
O lançamento de dardo feminino foi um dos eventos do atletismo nos Jogos Pan-Americanos de 2007, no Rio de Janeiro. A prova foi disputada no Estádio Olímpico João Havelange no dia 27 de julho com 10 atletas de 8 países.

## Medalhistas
| Ouro   | CUB Osleidys Menéndez |
| Prata  | CUB Sonia Bisset      |
| Bronze | BAH Laverne Eve       |

## Recordes
Recordes mundiais e pan-Americanos antes da disputa dos Jogos Pan-Americanos de 2007.
| Tipo                             | Atleta            | Distância | Local     | Data                 |
| -------------------------------- | ----------------- | --------- | --------- | -------------------- |
|                                  | Osleidys Menéndez | 71,70 m   | Helsinque | 14 de agosto de 2005 |
| Recorde dos Jogos Pan-Americanos | Osleidys Menéndez | 65,85 m   | Winnipeg  | 25 de julho de 1999  |

## Resultados

### Final
A final do lançamento de dardo feminino foi disputada em 27 de julho as 17:45 (UTC-3).
| Pos.              | Atleta               | País               | 1     | 2     | 3     | 4     | 5     | 6     | Result. |
| ----------------- | -------------------- | ------------------ | ----- | ----- | ----- | ----- | ----- | ----- | ------- |
| Medalha de ouro   | Osleidys Menéndez    | CUB Cuba           | X     | 62.34 | 59.04 | X     | 61.12 | 60.60 | 62.34 m |
| Medalha de prata  | Sonia Bisset         | CUB Cuba           | 58.33 | 60.68 | 59.05 | X     | 59.51 | 60.34 | 60.68 m |
| Medalha de bronze | Laverne Eve          | BAH Bahamas        | 57.21 | 57.90 | 56.78 | 58.10 | 56.66 | 58.10 | 58.10 m |
| 4                 | Dana Pounds          | USA Estados Unidos | 53.28 | 58.00 | X     | 57.28 | 55.73 | 57.39 | 58.00 m |
| 5                 | Alessandra Resende   | BRA Brasil         | 55.33 | 55.35 | 57.95 | 56.20 | X     | 57.21 | 57.95 m |
| 6                 | Erma-Gene Evans      | LCA Santa Lúcia    | 43.31 | 49.45 | 54.23 | 52.52 | X     | 44.76 | 54.23 m |
| 7                 | Dalila Olivia Rugama | NCA Nicarágua      | 51.78 | 52.36 | 50.11 | X     | 50.63 | X     | 52.36 m |
| 8                 | Leryn Franco         | PAR Paraguai       | 48.43 | 52.24 | X     | 49.26 | X     | 52.20 | 52.24 m |
| 9                 | Zuleima Aramendiz    | COL Colômbia       | 46.63 | 47.61 | 47.95 |       |       |       | 47.95 m |
| 10                | Jucilene Lima        | BRA Brasil         | 45.76 | X     | 46.59 |       |       |       | 46.59 m |